# アイアース (ソポクレス)
『アイアース』（希: Αἴας, Aias、羅: Aiax）は、ソポクレスによるギリシア悲劇の1つ。
文字通り、トロイア戦争におけるギリシア側の武将の一人であるサラミス王アイアースを題材とした作品であり、オデュッセウスと共にアキレウスの遺体を確保した彼が、アキレウスの武具分配の審判でオデュッセウスに敗れ、正気を失って家畜を屠り、挙句に自死する様、そして従兄弟のテウクロスやオデュッセウス等がそれを弔う様を描く。
上演年代は分かっていないが、現存するソポクレスの7作品の中では最古のものであるという見解が一般的である。

## 日本語訳
- 『ギリシア悲劇全集4 ソポクレース』 「アイアース」木曽明子訳、岩波書店、1990年
- 『ギリシア悲劇Ⅱ ソポクレス』 「アイアス」風間喜代三訳、ちくま文庫、1986年
  - 元版『世界古典文学全集8　アイスキュロス　ソポクレス』筑摩書房、1964年
- 『ギリシア悲劇全集 第2巻 ソポクレス』 「アイアス」藤沢令夫訳、人文書院、1960年